# Cellula endocrina
La cellula endocrina ha la funzione di secernere ormoni. Insieme alle ghiandole endocrine, infatti, queste particolari cellule costituiscono il sistema endocrino. Queste cellule sono prive di dotti escretori, quindi riversano il proprio ormone nel loro citoplasma per attivare una risposta autoindotta, nel liquido interstiziale, per attivare la risposta di alcune cellule nelle immediate vicinanze o nel sangue per raggiungere vari tessuti.